# Cameraria anomala
Cameraria anomala là một loài bướm đêm thuộc họ Gracillariidae. Nó được tìm thấy ở Hoa Kỳ (California).
Chiều dài cánh trước là 3-4.8 mm.
Ấu trùng ăn Quercus agrifolia và Quercus wislizeni. Chúng ăn lá nơi chúng làm tổ.